# 이용택 (1930년)
이용택(李龍澤, 1930년 11월 29일 ~ )은 대한민국의 정치인이다. 호(號)는 의곡(義谷).

## 경력
- 대한민국불교청소년교화연합회 회장
- 대한지적공사 사장
- IPU 한국대표
- APPU 한국대표
- 한ㆍ튀니지의원친선협회 부회장
- 국회 의정동우회 회장
- 영서장학회 이사장
- 용서장학회 이사장
- 홍원문화재단 이사장
- 대홍원문화복지재단 이사장
- 해외희생동포위령사업회 회장
- 자유민주수호국민운동총연합 집행본부장
- 대한민국헌정회 이사장
- 대한민국헌정회 부회장
- 대한민국헌정회 각대별국회의원회회장(11대회장)
- 민족중흥회 부회장

## 역대 선거 결과
|  | 30.54% |

|  | 27.37% |

|  | 41.46% |

|  | 23.41% |

|  | 3.82% |